# Raue Deutzie

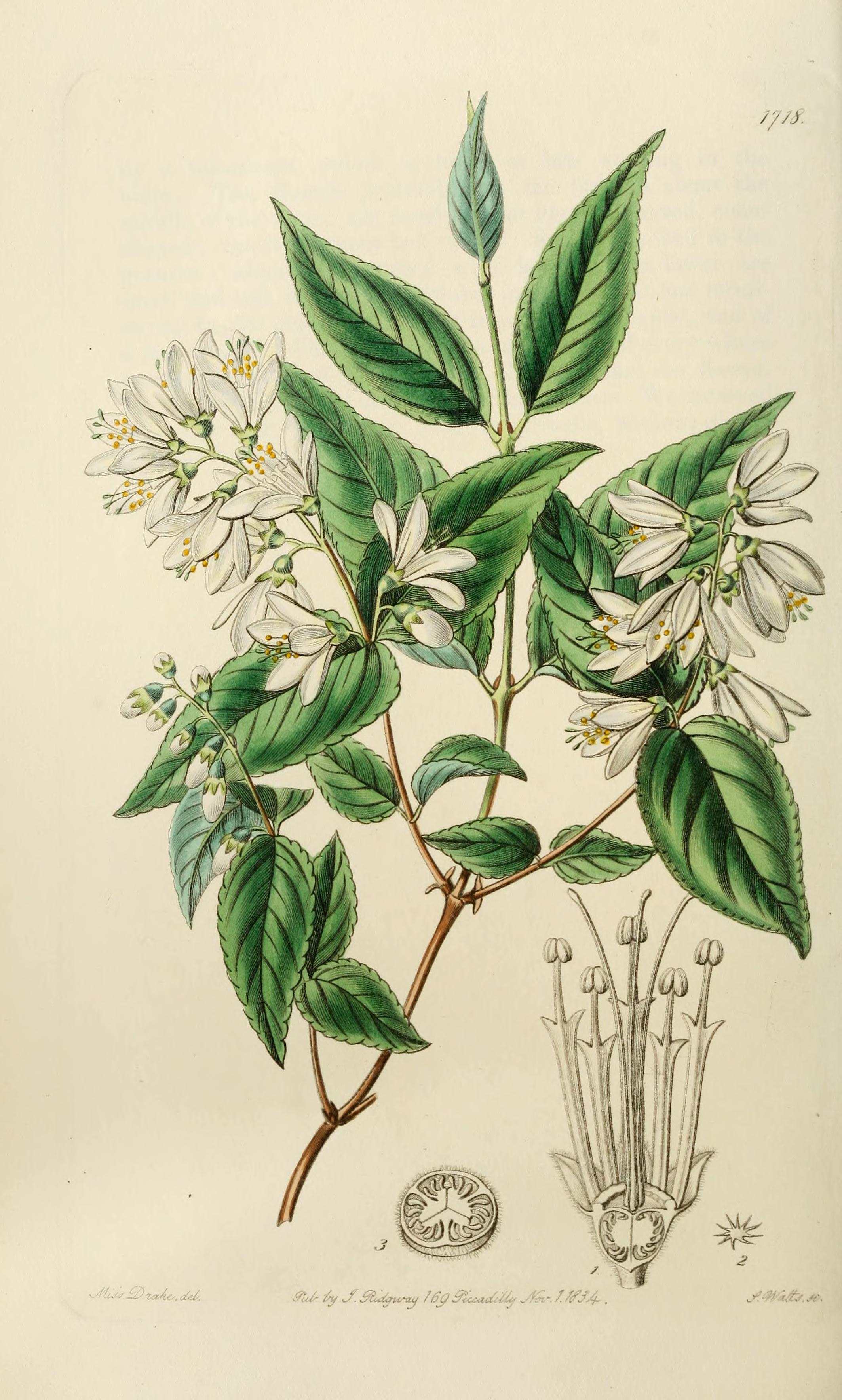
Illustration

Die Raue Deutzie (Deutzia scabra) ist ein dicht verzweigter Strauch mit weißen Blüten aus der Familie der Hortensiengewächse (Hydrangeaceae). Das natürliche Verbreitungsgebiet der Art liegt in Japan. Sie wird sehr häufig als Zierstrauch gepflanzt.

## Beschreibung

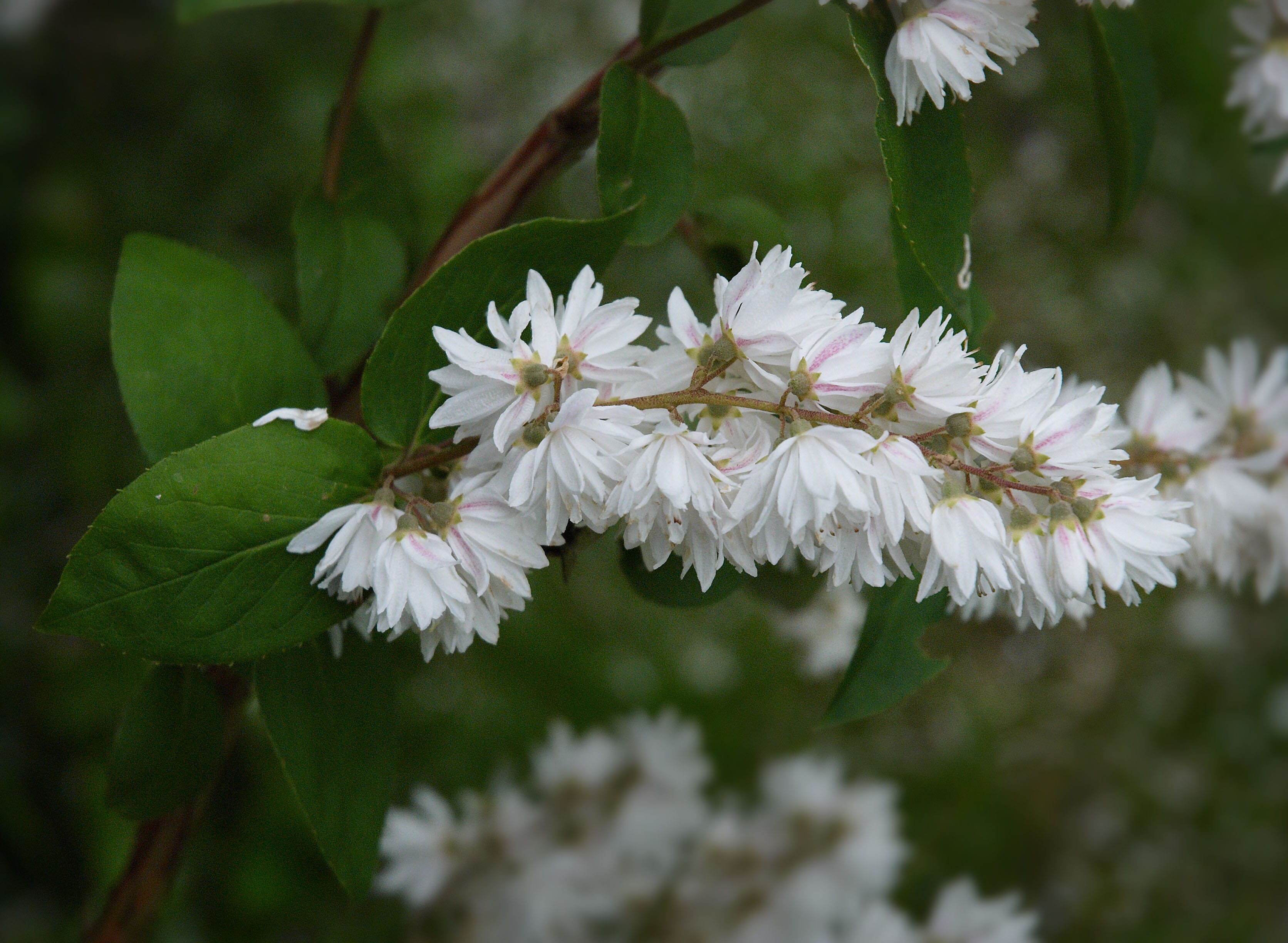
Blüten und Blätter

Die laubabwerfende Raue Deutzie ist ein 2,5 bis 3 Meter hoher, straff aufrechter und dicht verzweigter Strauch mit zimtfarbener und sich in papierartigen Streifen schälender Borke. Die gegenständigen Laubblätter haben einen etwa 5 Millimeter langen Stiel. Die Blattspreite ist einfach, 4 bis 7,5 Zentimeter lang und 2 bis 3,5 Zentimeter breit, eiförmig bis elliptisch, spitz bis zugespitzt, mit abgerundeter bis stumpfer Basis und fein, teils spitzig, gesägtem bis gekerbtem Rand. Beide Seiten sind stumpf grün und auffallend rau, feinborstig. Die Blattoberseite ist mit drei- bis vierstrahligen Sternhaaren besetzt, die Unterseite mit zehn- bis 15-strahligen Sternhaaren, einige Haare auf den Blattadern haben mehrere längere, aufrechte Härchen.
Die Blütenstände sind 6 bis 12 Zentimeter lange, breit-kegelförmige, aufrechte Rispen mit sternhaariger Blütenstandsachse. Die zwittrigen, fünfzähligen und kurz gestielten, schwach duftenden Blüten sind weiß oder außen rosa getönt und 1,5 bis 2 Zentimeter breit. Die behaarten Kelchblätter sind dreieckig und kürzer als der behaarte Blütenbecher. Die mehr oder weniger fein behaarten Kronblätter stehen nahezu aufrecht und sind schmal-elliptisch. Es werden zehn ungleich lange Staubblätter mit unterseits abgeflachten, geflügelten Staubfäden gebildet, fünf längere mit etwa 7 Millimetern, die anderen fünf sind nur 4 Millimeter lang. Der mehrkammerige Fruchtknoten ist unterständig. Es werden meist drei lange Griffel mit kopfigen Narben gebildet. Es ist ein ringförmiger Diskus vorhanden.
Die Raue Deutzie blüht von Mai bis Juni. Es werden kleine, holzige und vielsamige, halbkugelige Kapselfrüchte mit beständigen Griffeln gebildet. Sie öffnen sich unter- und oberseits. Die kleinen, flachen Samen sind einseitig kurz geflügelt.
Die Chromosomenzahl beträgt 2n = 130.

## Vorkommen und Standortansprüche
Das natürliche Verbreitungsgebiet liegt in Japan im Westen von Honshū, auf Kyushu und Shikoku. Die Raue Deutzie wächst in Strauchflächen und Hecken auf frischen bis feuchten, schwach sauren bis alkalischen, nährstoffreichen Böden an sonnigen bis lichtschattigen, sommerkühlen Standorten. Die Art ist meist frosthart.

## Systematik
Die Raue Deutzie (Deutzia scabra) ist eine Art aus der Gattung der Deutzien (Deutzia). Sie wird in der Familie der Hortensiengewächse (Hydrangeaceae) der Unterfamilie Hydrangeoideae und der Tribus Philadelpheae zugeordnet. Die Art wurde 1781 von Carl Peter Thunberg erstmals wissenschaftlich gültig beschrieben. Das Artepitheton scabra kommt aus dem Lateinischen und bedeutet „rau“, „krätzig“.

## Verwendung
Die Raue Deutzie wird sehr häufig wegen ihrer Blüten als Zierstrauch verwendet. Es werden mehrere Sorten unterschieden, darunter
- 'Candidissima' mit rein weißen, rosettenartig gefüllten Blüten
- 'Codsall Pink' mit zahlreichen 2,5 bis 3 Zentimeter breiten, malvenrosafarbenen, gefüllten Blüten in schmalen, kegelförmigen Rispen
- 'Plena' mit 3 Zentimeter breiten, dichtgefüllten, hellrosafarbenen und außen purpurrosafarbenen Blüten
- 'Pride of Rochester' mit bis zu 3 Zentimeter breiten, innen weißen und außen schwach rosa gestreiften, dicht gefüllten Blüten mit schmalen Kronblättern[2]